# Vollkommener Körper
Perfekte Körper oder vollkommene Körper ist ein Begriff aus der Algebra, der in der Körpertheorie von Nutzen ist, weil die Galois-Theorie vollkommener Körper zahlreiche Komplikationen vermeidet, die bei allgemeineren Körpern auftreten können.

## Definition
Ein Körper {\displaystyle K} heißt vollkommen, wenn alle irreduziblen Polynome separabel sind, das heißt  keine Mehrfachnullstellen in ihrem Zerfällungskörper haben.

## Beispiele
Ein Körper ist genau dann vollkommen, wenn er
- entweder Charakteristik 0 hat (insbesondere sind die bekannten Körper {\displaystyle \mathbb {Q} }, {\displaystyle \mathbb {R} } und {\displaystyle \mathbb {C} } vollkommen.)

oder
- prime Charakteristik {\displaystyle p} hat und der Frobenius-Homomorphismus ein Automorphismus ist. (Insbesondere sind alle endlichen Körper vollkommen.)[2]

Ein Beispiel eines nicht vollkommenen Körpers ist der Funktionenkörper {\displaystyle \mathbb {F} _{q}(X)} für einen endlichen Körper {\displaystyle \mathbb {F} _{q}}.

## Äquivalente Charakterisierungen
Ein Körper {\displaystyle K} ist vollkommen, wenn er eine der folgenden äquivalenten Bedingungen erfüllt.
- Kein über {\displaystyle K} irreduzibles Polynom hat mehrfache Nullstellen im Zerfällungskörper.
- Jede endliche Erweiterung von {\displaystyle K} ist separabel.
- Jede algebraische Erweiterung von {\displaystyle K} ist separabel.
- Der separable Abschluss von {\displaystyle K} ist algebraisch abgeschlossen.